# پیر لوتی
پیر لوتی (به فرانسوی: Pierre Loti)‏ (۱۹۲۳-۱۸۵۰ میلادی) نویسنده و جهان‌گرد فرانسوی که در 1887 با انتشار رمان ماهیگیر ایسلند (Le Pêcheur d'Islande) که شاهکار او محسوب می شوند، از طرف فرهنگستان فرانسه برندۀ جایزه ادبی ویته شد. او در ایران بیشتر به خاطر کتاب به سوی اصفهان مشهور است.
لوتی در اواخر سده نوزدهم از سوی وزارت برون‌مرزی فرانسه مأمور شده بود که به هند سفر کند تا مراتب دوستی فرانسه را به آگاهی مهاراجه هند برساند. وی آنگاه از هند از طریق بندر بوشهر به ایران وارد می‌شود و پس از دیدار از شهرهای شیراز،اصفهان، قم و تهران از طریق بندر انزلی از ایران خارج می‌شود. کتاب به سوی اصفهان که به صورت یک دفتر خاطرات با انشایی فاخر نوشته شده، ماجرای این سفر حدوداً پنجاه روزه را بیان می‌کند. این کتاب توسط بدرالدین کتابی به فارسی ترجمه شده‌است.
پیر لوتی در کتاب خود با نام «به سوی اصفهان» می‌نویسد: دراین فصل کوتاه که به‌زودی به تابستانی خشک و سوزان منتهی می‌شود، فراوانی گل سرخ در اصفهان حیرت‌آور است. وی از بوته‌های گل سرخ وسط چهارباغ روایت می‌کند،همان بوته‌های گل‌سرخی که بنا به گفته علم آموز همایی، روبه‌روی باغ تخت (خیابان شیخ بهایی) و باغ بلبل (پارک رجایی) موجود بوده است.
پیر لوتی، نویسنده و جهانگرد فرانسوی، در کتابش با نام «به سوی اصفهان» آورده است: «مهم‌ترین غذای اصفهان ازنظر آنوبانینی که بسیار
مورد توجه مسافران و گردشگران است، بریانی (بریونی) نام دارد که خوراکی گوشتی و بسیار پرچرب بوده و در بیشتر نقاط شهر می‌توان آن را تهیه کرد.»

## آثار
- آزیاده Aziyadé (۱۸۷۹)
- عروسی لوتی Le Mariage de Loti (originally titled Rarahu (۱۸۸۰)
- Le Roman d'un Spahi (۱۸۸۱)
- Fleurs d'Ennui (۱۸۸۲)
- سولیما (۱۸۸۲) Suleïma
- برادرم ایو Mon Frère Yves (۱۸۸۳) (ترجمه انگلیسی My Brother Yves)
- Les Trois Dames de la Kasbah (۱۸۸۴), which first appeared as part of Fleurs d'Ennui.
- ماهیگیر ایسلند Pêcheur d'Islande (۱۸۸۶) (ترجمه انگلیسی An Iceland Fisherman)
- مادام کریزانتم Madame Chrysanthème (۱۸۸۷)
- Propos d'Exil (۱۸۸۷)
- خزان اشیاء ژاپنی Japoneries d'Automne (۱۸۸۹)
- در مراکش Au Maroc (۱۸۹۰)
- داستان یک بچه Le Roman d'un Enfant (۱۸۹۰)
- کتاب ترحم و مرگ Le Livre de la Pitié et de la Mort (۱۸۹۱)
- اشباح شرق Fantôme d'Orient (۱۸۹۲)
- تبعید شده L'Exilée (۱۸۹۳)
- Matelot (۱۸۹۳)
- بیابان Le Désert (۱۸۹۵)
- اورشلیم Jérusalem (۱۸۹۵)
- گالیله La Galilée (۱۸۹۵)
- رامونچو Ramuntcho (۱۸۹۷)
- Figures et Choses qui passaient (۱۸۹۸)
- Judith Renaudin (۱۸۹۸)
- Reflets de la Sombre Route (۱۸۹۹)
- آخرین روزهای پکن Les Derniers Jours de Pékin (۱۹۰۲)
- هندوستان بدون انگلیسی‌ها L'Inde sans les Anglais (۱۹۰۳)
- به سوی اصفهان Vers Ispahan (۱۹۰۴)
- La Troisième Jeunesse de Madame Prune (۱۹۰۵)
- Les Désenchantées (۱۹۰۶)
- مرگ فیل‌ها La Mort de Philae (۱۹۰۹)
- قصر پریروی خفته Le Château de la Belle au Bois dormant (۱۹۱۰)
- Un Pèlerin d'Angkor (۱۹۱۲)
- ترکیه در حال احتضار La Turquie Agonisante (۱۹۱۳) ترجمه انگلیسی "Turkey in Agony" was published در همان سال
- La Hyène Enragée (۱۹۱۶)
- Quelques Aspects du Vertige Mondial (۱۹۱۷)
- L'Horreur Allemande (۱۹۱۸)
- Prime Jeunesse (۱۹۱۹)
- La Mort de Notre Chère France en Orient (۱۹۲۰)
- Suprêmes Visions d'Orient (۱۹۲۱), written with the help of his son Samuel Viaud
- یک افسر فقیر جوان Un Jeune Officier Pauvre (۱۹۲۳، پس از مرگش)
- Lettres à Juliette Adam (۱۹۲۴، posthumous)
- Journal Intime (۱۸۷۸–۱۸۸۵), دو جلد ("Private Diary", ۱۹۲۵ –۱۹۲۹)
- Correspondence Inédite (۱۸۶۵–۱۹۰۴، unpublished correspondence, ۱۹۲۹)
- پریرویان ناکام
- کاپیتان روسو
- ماهیگیر بروتونی
- مادام پرون
- سرگذشت یک سرباز سیگابی
- مسافرت در دریاها
- عروسی برادرم

## نگارخانه

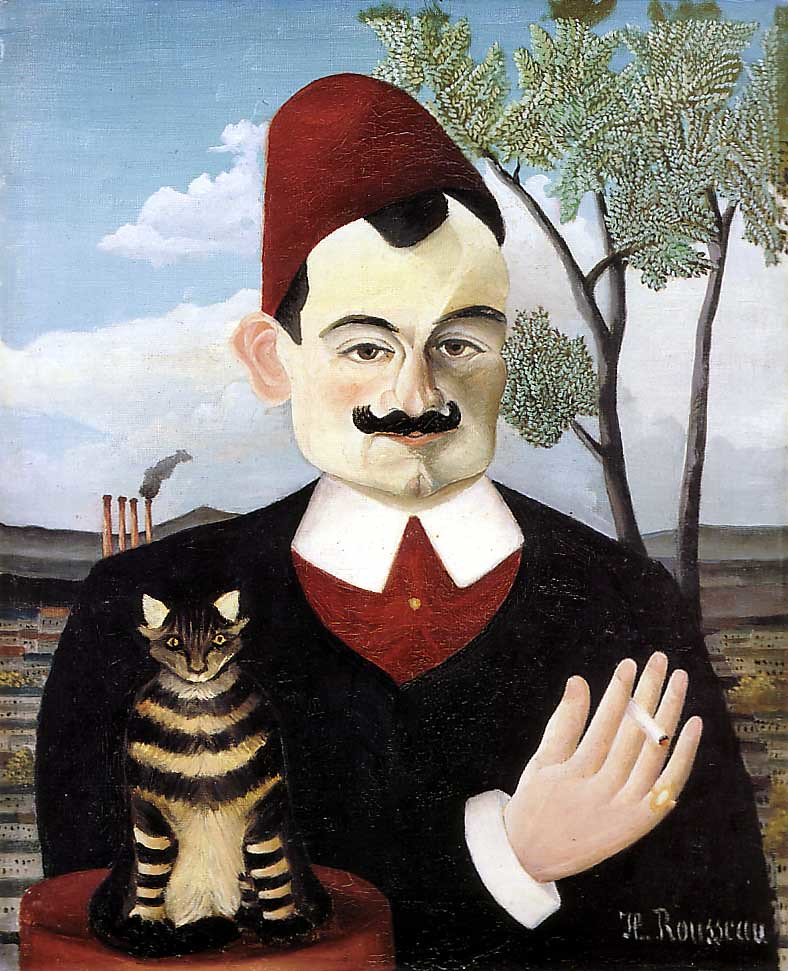
پرترهٔ پیر لوتی
۱۹۱۰ م.
کونستهاوس زوریخ
اثر آنری روسو